# Principato di Piombino
Il principato di Piombino fu un antico Stato italiano nell'area della Toscana. Si estendeva su aree costiere (oggi collocate amministrativamente nelle province di Livorno e Grosseto) nonché su alcune isole dell'arcipelago toscano.
Lo Stato nacque nel 1398 come signoria esercitata dagli Appiano su territori della Repubblica di Pisa non ceduti al Ducato di Milano di Gian Galeazzo Visconti. La sovranità degli Appiano fu riconosciuta nel 1594 dal Sacro Romano Impero, con conseguente elevazione a principato, pur ribadendo l'esistenza di un vassallaggio di Piombino nei confronti del Regno di Napoli. Con la caduta degli Appiano, nel 1634, i successivi principi Ludovisi si limitarono a vivere di rendita fuori dallo Stato, e per tutto il '600 e il '700 il potere effettivo venne esercitato dai re di Napoli (Asburgo prima e Borbone poi), che nella pratica lo gestirono come un’appendice del vicino Stato dei Presidi.

## Storia
Lo Stato di Piombino fu governato dagli Appiano dal 1399 al 1628, dai Ludovisi dal 1634 al 1702, e infine dai Boncompagni Ludovisi fino alla sua fine nel 1801.
Rifondato come parte del Principato di Lucca e Piombino, passò ai Bonaparte Baciocchi dal 1803 al 1814. Il territorio dell'ex feudo divenne quindi parte del Granducato di Toscana in seguito alle decisioni del Congresso di Vienna.

### Gli Appiano (1399-1634)

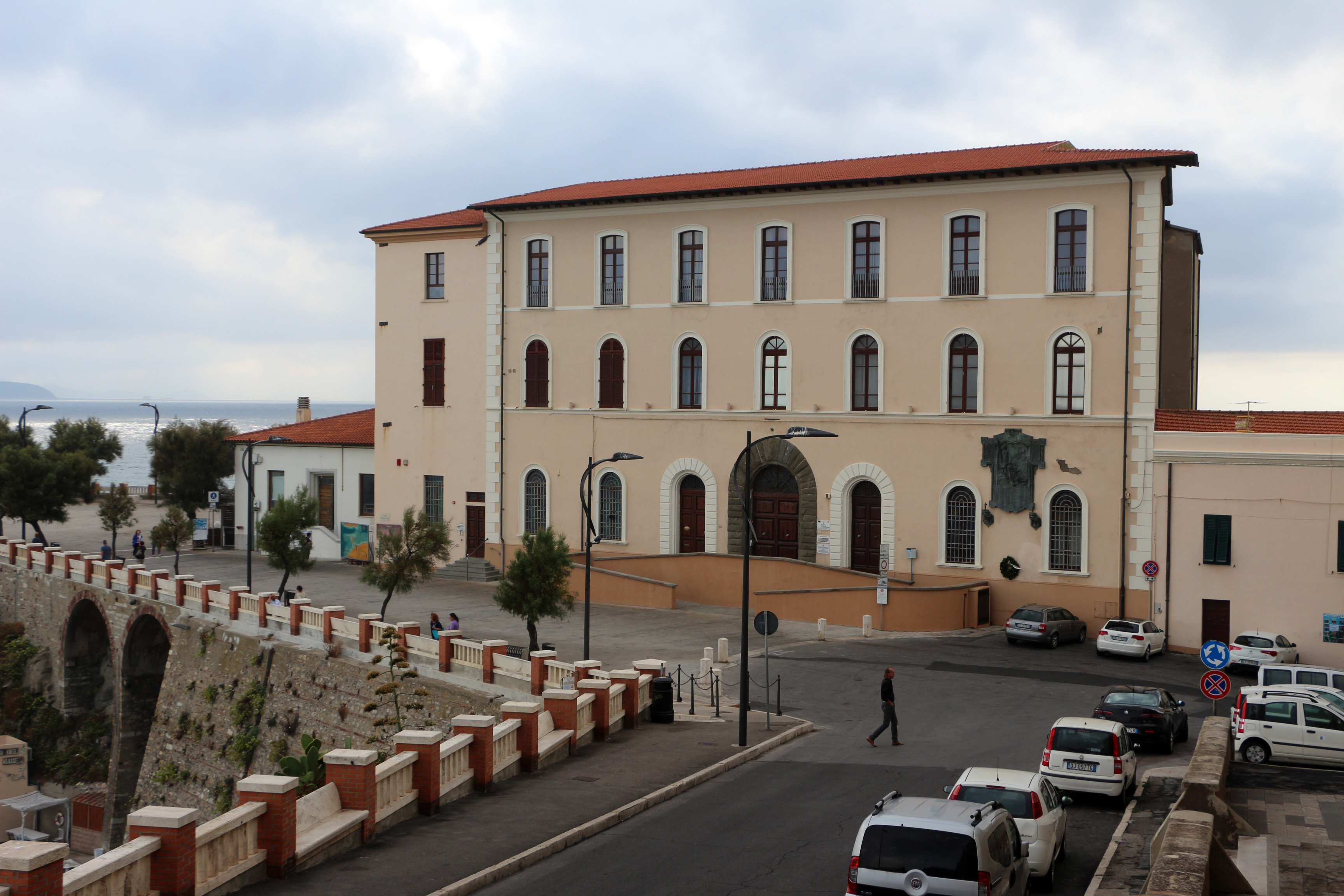
Palazzo Appiani di Piombino, residenza dei signori dal 1399 al 1465, sito nella Piazzarella (attuale piazza Bovio)

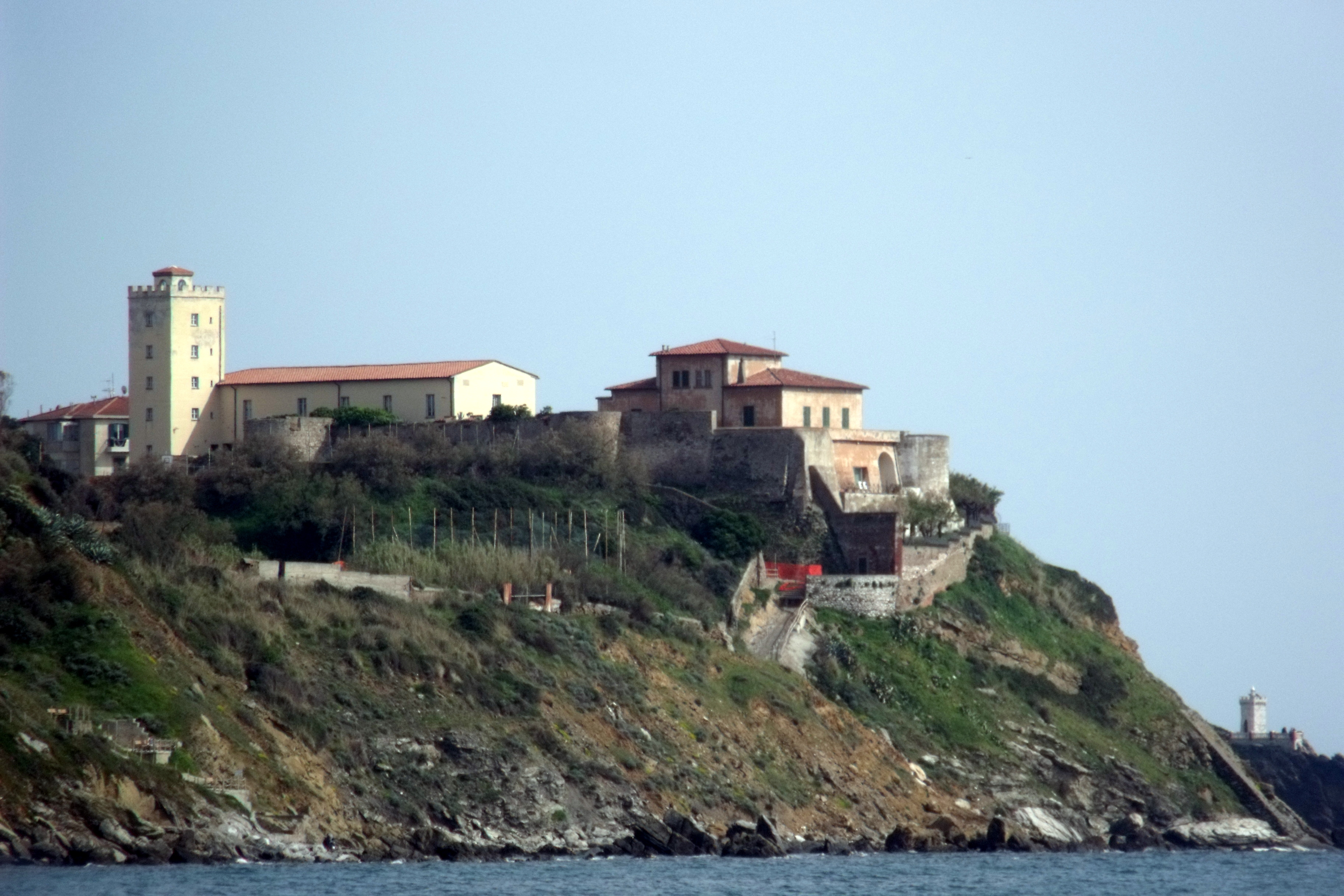
La cittadella di Piombino, residenza dei signori dal 1465, in una foto dal mare

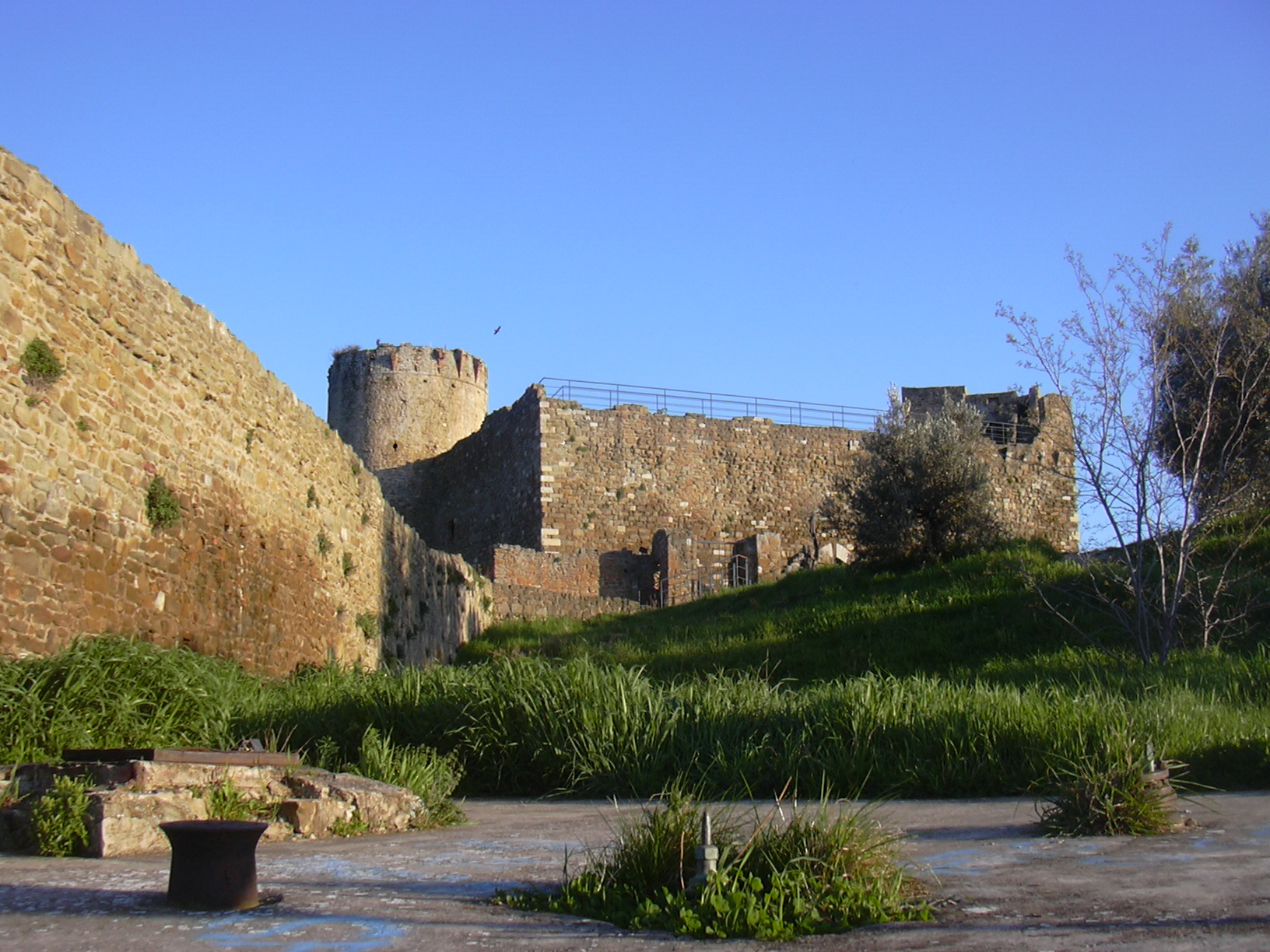
La Rocca di Scarlino

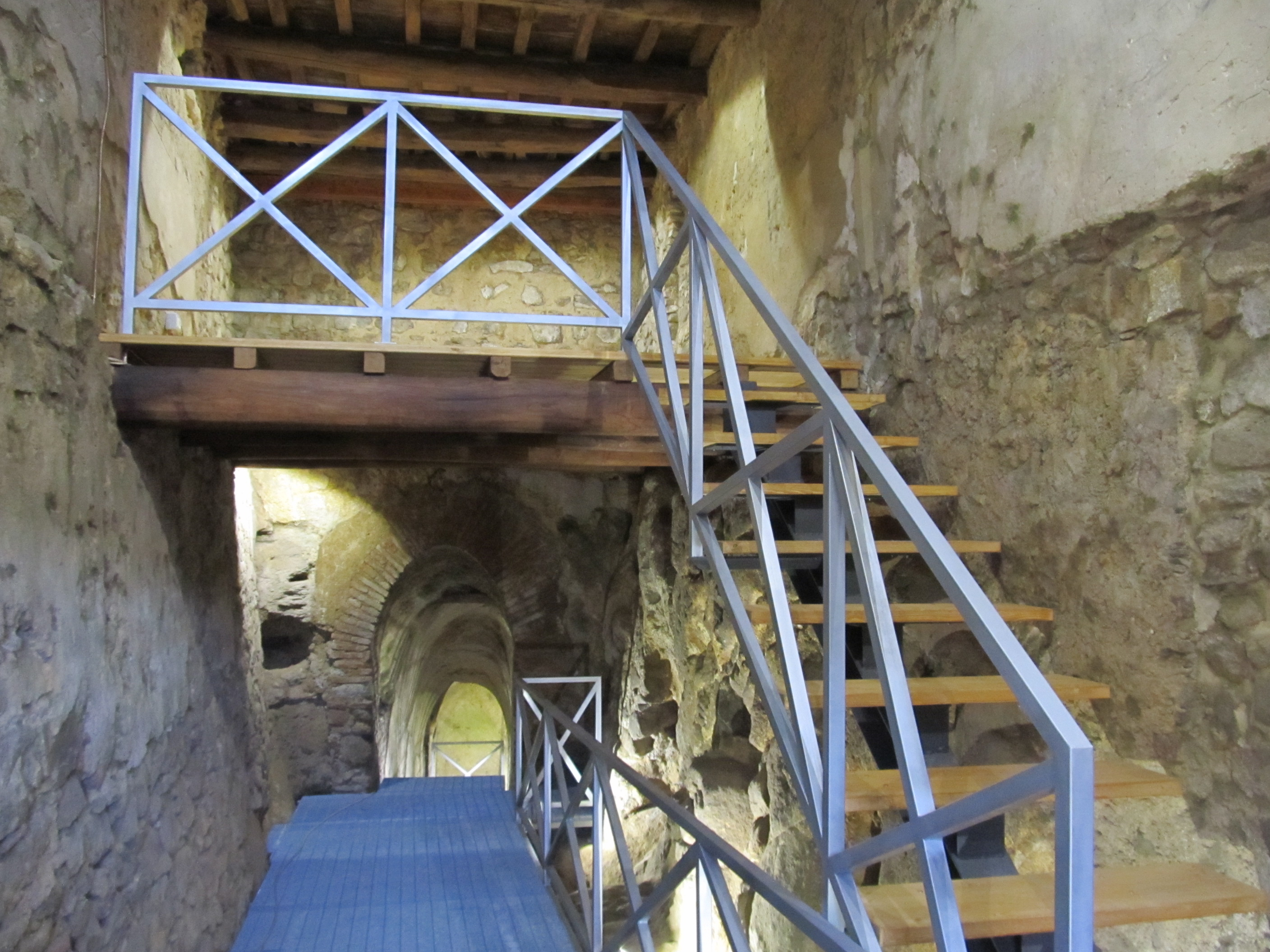
La zecca di Marciana (Isola d'Elba)

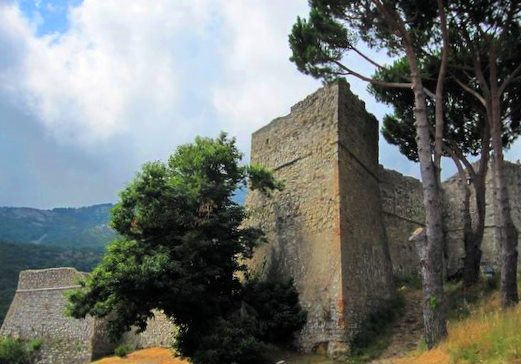
La Fortezza Pisana a Marciana (Isola d'Elba)

Il 19 febbraio 1399 Gherardo Appiano cedeva Pisa, che la sua famiglia possedeva dal 1392, ai Visconti di Milano per 200.000 fiorini, riservando per sé e i suoi successori Piombino, divenendone signore; inoltre si impossessò anche di Populonia, Suvereto, Scarlino, Buriano, Badia al Fango e delle isole di Pianosa, Montecristo, ed Elba; la capitale fu Piombino.
Gherardo fece edificare la sua residenza a Piombino nella Piazzarella (odierna piazza Bovio) e alla morte, nel 1405, lasciò lo Stato al figlio Jacopo II. Questi, nato nel 1400, per i primi anni fu sotto la tutela della madre, donna Paola Colonna. Durante gli anni di reggenza e dopo, la politica degli Appiano si orientò prima verso un'alleanza (ottenendo la protezione con un atto di accomandigia) con la repubblica di Firenze, poi quella di Siena, e infine nuovamente con Firenze.
Morta Paola Colonna Appiano nel 1445, il potere invece che a Emanuele Appiano figlio di Gherardo, passò a sua sorella Caterina, che contava sull'appoggio del marito Rinaldo Orsini, condottiero di ventura. Questi nel 1447 fece erigere il Rivellino a maggior difesa della Porta a Terra caratterizzata da un torrione, in previsione dell'attacco del cognato Emanuele, che infatti si alleò con Alfonso V, re di Aragona e di Napoli, il quale l'anno successivo assediò Piombino, anche con aiuti senesi e fiorentini: dopo quattro mesi di inutili tentativi il sovrano abbandonò l'impresa, ritirandosi nei propri territori, e l'Orsini governò la signoria fino alla morte per peste nel 1450, un anno prima della moglie.
Morta Caterina, gli Anziani della città proclamarono signore Emanuele che, come i suoi discendenti, resse il feudo con una valida alleanza con Napoli e provvide al benessere dei sudditi incentivando l'industria e la costruzioni di nuovi edifici. Per conto di Jacopo III, nuovo signore di Piombino, Andrea Guardi, architetto e scultore fiorentino, tra il 1465 e il 1470 eseguì molti lavori che mutarono l'aspetto della città: la cittadella, con al suo interno il palazzo residenziale Villanova in sostituzione del vecchio palazzo Appiani, la cappella, la cisterna (pozzo a pianta quadrangolare in marmo); inoltre realizzò anche il chiostro e il fonte battesimale nel duomo di Sant'Antimo.
A Jacopo III succedette il figlio Jacopo IV che, tra il 1501 e il 1503, perse la signoria ad opera di Cesare Borgia, che occupò Piombino: nel 1502 il padre di questi, papa Alessandro VI, visitò la città e il territorio trattenendosi per alcuni giorni.
Con la morte di Alessandro VI, Cesare Borgia restò privo del potere conquistato e Piombino tornò a Jacopo IV: questi, consigliato dai fiorentini, ospitò Niccolò Machiavelli in qualità di consulente strategico, il quale invitò Leonardo da Vinci per studiare in modo ottimale le difese cittadine. Leonardo fece molti studi sulla città e il castello, dando vita a progetti mai realizzati, contenuti in manoscritti conservati oggi alla Biblioteca Nazionale di Madrid. Jacopo IV nel 1509, per maggior sicurezza, si pose sotto l'egida imperiale reclamando un'investitura principesca da parte dell'imperatore Massimiliano I.
A Jacopo IV subentrò Jacopo V. Accolse nella sua corte famosi artisti, quali Il Sodoma e Rosso Fiorentino. Questi operò a Piombino nel periodo 1516-1520 e, anche secondo il Vasari, realizzò un Cristo morto bellissimo e raffigurò le sembianze di Jacopo (da identificarsi presumibilmente con il Ritratto di giovane uomo, esposto a Berlino nella Gemäldegalerie). Alla sua morte gli succedette Jacopo VI sotto la tutela della madre Elena Salviati. Nel 1548 il signore abbandonò Piombino, ceduta da Carlo V a Cosimo I de' Medici, in virtù dell'investitura di mezzo secolo prima: l'imperatore era rimasto sfavorevolmente impressionato dalle scorrerie turche sull'isola d'Elba, mal difesa dagli Appiano, e sollecitato dal granduca di Toscana, desideroso di ampliare i propri domini, la affidò al giovane duca che stava allestendo una potente flotta. Tra il 1548 e il 1557 Piombino appartenne ai Medici, e, nel 1553 e 1555, la flotta franco-ottomana guidata dall'ammiraglio Dragut assediò la città, venendone respinta. Cosimo I, dopo le guerre contro senesi e franco-turchi e la relativa vittoria delle armate imperiali e toscane, rinunciò a Piombino in cambio di Siena e Cosmopoli, l'odierna Portoferraio.
Jacopo VI, in rotta con i suoi sudditi per la mancanza di fedeltà, smise di curarsi di loro e divenne ammiraglio della flotta medicea, lasciando che il figlio naturale Alessandro Appiano governasse lo Stato e, dopo essere stato legittimato dall'imperatore, prendesse il potere. Fu lui a realizzare l'intervento urbanistico per la costruzione del nuovo borgo di Belvedere (1560), sopra Suvereto. Alessandro, uomo dissoluto, attirò la disapprovazione delle più influenti famiglie dell'isola, che congiurarono contro di lui, e lo uccisero in un agguato in via Malpertugio nel 1590, ed affidarono Piombino allo spagnolo Felix d'Aragona, comandante del presidio.
La minore età del successore Jacopo VII fece temere un'annessione spagnola, pericolo che si ripeté alla morte del giovane principe nel 1603: iniziò così un periodo trentennale estremamente agitato e confuso in cui l'influenza degli spagnoli si fece più marcata, fino all'occupazione militare di Piombino e dell'isola d'Elba, con la costruzione del forte Longone o forte San Giacomo a protezione del golfo. Dopo che un Appiano di un ramo collaterale aveva invano preteso la signoria, fu la sorella di Jacopo VII, Isabella Appiano, sposata ad un nobile spagnolo, che governò lo Stato, finché una rivolta alimentata sia dalla Spagna che dai Medici la depose nel 1628.

### Ludovisi e Boncompagni Ludovisi (1634-1801)

Vessillo dei Ludovisi (XVIII secolo)

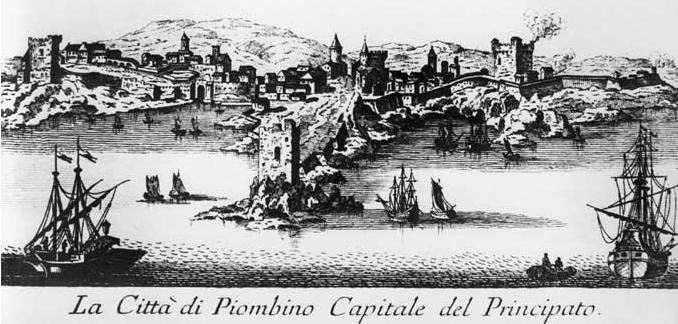
Piombino in un'incisione settecentesca. In primo piano è visibile la fortificazione della Rocchetta

Dopo alcuni anni di dominio spagnolo, nel 1634, nonostante le proteste della linea cadetta degli Appiano, Piombino fu assegnata al principe Niccolò I Ludovisi, genero di Isabella Appiano: questi e i suoi eredi, legati politicamente al re Filippo IV, si occuparono poco del principato che, dal 1646 al 1650, fu addirittura occupato dai francesi per ordine del cardinale Mazarino. A causa dell'estinzione dei Ludovisi nei Boncompagni, questi assunsero il governo di Piombino: fu il periodo dei Boncompagni-Ludovisi, che trascurarono lo Stato, negli anni delle guerre di successione conteso da francesi, imperiali, spagnoli e napoletani. I principi, duchi di Sora e d'Arce e Grandi di Spagna, risiedevano a Roma o a Isola del Liri e raramente visitavano il principato.
Dal 1735 Napoli tornò indipendente dalla Spagna e dall'Impero, e il re delle Due Sicilie gestì direttamente Piombino come fosse parte del vicino Stato dei Presidi. Dopo la pace di Aquisgrana la situazione si calmò e i principi, data la loro lontananza, lasciarono che fossero le magistrature locali, in primis gli Anziani, ad amministrare il feudo in loro nome, fermo restando il potere politico dei Borbone.
Un censimento del 1746 contò 1935 sudditi nella terraferma e 6345 nell'isola d'Elba, a causa dell'alto numero dei lavoratori delle miniere di ferro.

### Il XIX secolo e la fine

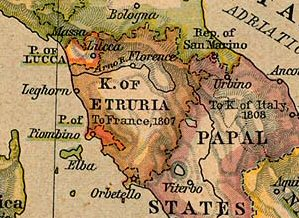
La mappa indica il Principato di Lucca e Piombino e il Regno di Etruria, creati da Napoleone

Dal 1796 ripresero le invasioni francesi, ma gli inglesi e i napoletani tennero l'isola d'Elba. Dopo la battaglia di Marengo però il re di Napoli si arrese, e, col trattato di Firenze del 1801, cedette lo Stato alla Francia di Napoleone che nel giro di due anni abolì i diritti principeschi annettendo Piombino alla Francia.
Per volere di Napoleone il 23 giugno 1805 venne creato il principato di Lucca e Piombino, assegnato alla sorella Elisa Bonaparte e al marito Felice Baciocchi: durante il loro governo furono emanate alcune buone leggi ed un codice rurale molto importante; venne, altresì, fatta costruire, in soli due anni (1804-1805), la strada di collegamento tra Piombino e le aree a nord, ancora oggi nota come Strada provinciale 23 della Principessa.
Caduto Napoleone, il Congresso di Vienna sancì la fine dell'indipendenza del principato. Con l'"Atto finale generale" del Congresso, all'art. 100, nonostante le proteste del principe Luigi Maria Boncompagni Ludovisi, discendente degli antichi sovrani, fu stabilito che i territori dell'ex principato passassero sotto la sovranità del Granducato di Toscana insieme allo Stato dei Presidi, l'isola d'Elba e sue pertinenze; ai principi Boncompagni Ludovisi furono riconosciute solo le proprietà private che vi possedevano comprese le miniere, le saline e i forni, il diritto di pesca e la totale esenzione dai dazi per l'esportazione dei prodotti minerari e di tutte le altre necessità da imporre per il lavoro delle miniere, oltre a vari indennizzi di rendite. La famiglia che reggeva il principato prima dell'arrivo dei francesi, fu costretta a piegarsi e rinunciare a Piombino, aprendo tuttavia un contenzioso per le compensazioni in danaro, che si concluse il 26 aprile 1816 con una convenzione che la indennizzò da parte del governo toscano. Intanto, nell'aprile 1815, il cavaliere Federigo Capei aveva preso possesso dell'ex principato in nome del granduca Ferdinando III, facendone parte integrante del granducato.
L'attuale pretendente al principato sovrano di Piombino è Niccolò Boncompagni Ludovisi, discendente da Antonio I. Dopo la rinuncia di Luigi nel 1816, doveva subentrare "de jure" nella pretensione il ramo secondogenito non rinunciatario dei principi Boncompagni-Ottoboni duchi di Fiano (tuttora rappresentati), discendenti da Pier Gregorio Boncompagni Ludovisi dei principi di Piombino.

## Sovrani di Piombino (1399-1815)
Nel gennaio 1399, Gherardo Leonardo d'Appiano, Signore di Pisa appartenente alla consorteria degli Appiani, risolse di vendere città e contado della Repubblica a Gian Galeazzo Visconti, Duca di Milano, per 200.000 fiorini d'oro, riserbando per sé e la sua corte la parte meridionale ed insulare dello Stato. Nacque così la nuova Signoria di Piombino, retta dai Conti Appiani, che poi mutò in Principato di Piombino quando gli Appiani ottennero il riconoscimento imperiale.
Piombino mantenne sempre una certa autonomia politica ed economica ma, con la deposizione degli Appiani, la sudditanza sotto Napoli divenne sempre più effettiva, anche se nei fatti la sovranità degli Asburgo e poi dei Borbone servì a garantire la dovuta sicurezza militare, economica e politica.
- 1399 - 1404: Gherardo
- 1404 - 1441: Jacopo II
- 1441 - 1445: Paola Colonna, madre di Jacopo
- 1445 - 1451: Caterina I (con il marito Rinaldo Orsini)
- 1451 - 1457: Emanuele I
- 1457 - 1474: Jacopo III
- 1474 - 1511: Jacopo IV
- 1511 - 1545: Jacopo V
- 1545 - 1585: Jacopo VI
- 1585 - 1589: Alessandro I

Emanuele (Pisa, 1388 – Piombino, 19 febbraio 1457)
Sesto Signore di Piombino, dal 20 febbraio 1451 al 19 febbraio 1457; Conte di Troia.
Figlio di Iacopo I e Polissena Pannocchieschi, fratello di Gherardo.
A Troia di Puglia sposa Donna Colia de Giudici, dalla quale ha tre figli: Iacopo Vittorio, Polissena e Iacopo III, futuro Signore di Piombino.
Il 20 febbraio 1451 giura fedeltà nella chiesa di San Francesco fuori le mura e riceve l'investitura della Signoria di Piombino. Emanuele, uomo di grande saggezza e benevolenza nei confronti dei sudditi, firma la Magna Carta, favorendo commercio ed agricoltura, accordando privilegi e franchigie a residenti e forestieri che avessero instaurato e mantenuto attività lavorative nello Stato.
Nel 1454 conferma l'alleanza con la Repubblica di Firenze che invia a Piombino 1500 uomini in supporto per le difese dello Stato.
Muore a Piombino il 19 febbraio 1457.
Iacopo III (Troia, 1437 – Piombino, 10 marzo 1474)

Variante dello stemma utilizzata da Jacopo III e dai suoi successori in quanto discendenti di Alfonso I di Napoli

Settimo Signore di Piombino, dal 1457 al 10 marzo 1474; figlio di Emanuele, si sposa con Batistina di Campo Fregoso dal quale ha otto figli: Iacopo IV (futuro Signore di Piombino), Semiramide (sposata a Lorenzo de Medici), Gherardo, Conte di Montagnana, Eleonora, Belisario, Emanuele Pio, Fiammetta, Vanni, Emanuele.
1463: stringe un'alleanza col Re di Napoli, il quale gli concede di fregiarsi del nome della sua Casata (Aragona) in aggiunta ad Appiani.
16 ottobre 1464: ordina ai Priori la costruzione di una torre difensiva al Porto di Falesia
Agli inizi della sua Signoria, in un suo viaggio a Siena, viene a sapere di tumulti nella Capitale del suo Stato, atti a detronarlo. Ritorna subito a Piombino, sedando ogni impeto, allestendo forche ed esiliando altri componenti della congiura.
Dal 1465 al 1470 fa costruire dall'architetto e scultore fiorentino Andrea Guardi la Cittadella, nel poggio di Sant' Anna, posizione strategica dominante la città nel lato ovest; fa demolire le case preesistenti sul colle fino alla chiesa di San Francesco entro le mura (attuale Misericordia), facendo costruire un Palazzo sul mare con bastioni per sé e la sua famiglia, un palazzo dei cortigiani e dei servitori, una cappella intitolata a Sant' Anna ed altre strutture, il tutto racchiuso in una cinta fortificata con un rivellino pentagonale a difesa della porta di accesso alla Cittadella. Si lasciò quindi il Palazzo Vecchio Appiani sito nella pazzerella che rimase, si pensa, per un certo periodo di proprietà della famiglia, per essere poi ceduto alla Comunità. Andrea Guardi operò a Piombino e nel resto della Signoria per circa un decennio edificando molte altre strutture, tra cui il chiostro della chiesa di San Michele (oggi Sant' Antimo) e un grande fonte battesimale di rara bellezza e raffinatezza; l'intento di Iacopo III era di dare alla sua Capitale un aspetto più moderno e consono agli stili dell'epoca. Molti edifici nuovi furono costruiti ed altro completamente ristrutturati, lastricate strade e piazze, secondo i dettami architettonici pre-rinascimentali.
Anni '60, all'Elba, a difesa delle miniere e delle popolazioni di Rio e Grassera, si fa costruire la fortezza del Giogo (o Giove). Tale rocca doveva servire principalmente per la difesa di dette miniere ferrifere che Iacopo, anni prima, aveva acquisito di proprietà della famiglia Appiani.
1º novembre 1466: Iacopo fa riedificare ed ampliare lo scalo di Marina, costruendo una nuova diga a protezione e dotando di merlatura ghibellina la torre campanaria della chiesa di Sant' Antimo sopra i canali. Il porticciolo assume il nome di Tarsinata ed è destinato, tra l'altro, ad accogliere la galea personale del Signore.
Agli inizi degli anni '70 invita i monaci agostiniani ad officiare il loro monastero entro le mura della città al fine di garantirgli maggiore protezione; viene loro assegnata la chiesa di San Michele (oggi, Sant' Antimo).
1470: Fa costruire l'ospedale della S Trinità, a fianco della chiesa di San Francesco entro le mura (attuale Misericordia).
8 maggio 1471: in occasione della festa della Santa Patrona della Città, Sant' Anastasia, gli Anziani decidono di far correre un palio, in questo e negli anni futuri; usanza, oggi andata perduta, ma perdurata fino al XIX secolo.
6 marzo 1474: Iacopo è gravemente ammalato, muore. Se ne va un signore temuto e mal visto dai più, popolo e classe nobiliare, despota e tiranno; un Signore che a tutti gli effetti è un precursore del Rinascimento, ricchissimo, molto attivo e laborioso per l'economia, la finanza e l'edilizia, che ha voluto e saputo dare un'impronta fortemente più moderna ad una città, Piombino, che fino ad allora era rimasta nei canoni e nell'impostazione medievale.
Iacopo VI (Piombino, 8 febbraio 1532 – Ghezzano (PI), 15 maggio 1585)
Decimo Signore di Piombino, dal 1545 al 1585, figlio di Iacopo V ed Elena Salviati, all'inizio della sua Signoria governa sotto la reggenza della madre per la sua giovane età. Si sposa con Virginia di Ettore Fieschi di Finale il 21 febbraio 1554 dalla quale ha otto figli: Vittoria, Lucrezia, Luisa, Caterina, Elena, Vanni, Alemanno, Francesco. Ha inoltre da Oriettina Fieschi, cugina della moglie, Alessandro, legittimato nel 1561 e futuro Signore di Piombino.
Il 15 agosto 1552, l'architetto fiorentino Giovanni Camerini, inizia la costruzione dell'imponente complesso militare della fortezza, a protezione del castello, nella parte est della città. In periodo analogo si fa costruire anche la Piattaforma terrapienata, nel tratto di mura che dal Torrione salgono in Cittadella, nella zona di Borgo San Francesco fuori le mura ed un fortilizio, simile ad un grosso rivellino con bastioni a stella prospiciente le mura leonardesche di Cittadella, esterno ad essa.
Nel 1553, 1554, 1555, l'armata turca al comando di Dragut devasta le coste dello Stato piombinese. Nel 1555, l'ultimo, grande assedio, all'Elba cade il forte del Giogo ed il vicino paese minerario di Grassera viene messo a ferro e fuoco con gli abitanti uccisi o deportati; né tal paese, né la rocca verranno più ricostruiti. Il forte di Portolongone (Porto Azzurro) cade in mano ai turchi così come Capoliveri, Marciana e tutti gli altri paesi elbani; gli abitanti si rifugiano nelle macchie e l'unica rocca a porre un'adeguata resistenza è, ancora una volta, il Volterraio. La neo fondata Cosmopoli (Portoferraio) resiste per qualche tempo grazie all'ausilio della flotta fiorentina.
Dragut si rivolge pure alla costa continentale, asserragliando Castiglion della Pescaia, Populonia ed altre località costiere; ma quando prova l'assedio alla Capitale ne viene respinto duramente e decide così di accanirsi, ancora, sull'Elba.
Nel 1566, Iacopo VI, fa costruire in un colle nella zona di Suvereto il villaggio di Belvedere come residenza estiva della sua famiglia per rifugiarvisi nelle frequenti pestilenze e malarie. Nello stesso anno la Comunità di Piombino decide di edificare una torre difensiva sull'isolotto di Cerboli, divenuto un covo di pirati.
Nel 1570 Iacopo VI ristruttura ed amplia il preesistente ospediale di SS Trinità presso la chiesa di San Francesco (attuale Misericordia) apportandogli il titolo di San Giovanni di Dio.
Nel 1582 Iacopo VI fa costruire poco fuori da Suvereto la fonte della Madonna degli Angeli.
Iacopo VI muore a Ghezzano (PI) il 15 maggio 1585. Per suo volere, si fa tumulare in un sepolcro presso il cimitero monumentale di Pisa (oggi Piazza dei Miracoli).
Alessandro (Piombino, 1558 – Piombino, 29 settembre 1589)
Undicesimo Signore di Piombino dal 21 maggio 1585 al 29 settembre 1589, figlio di Iacopo VI e Oriettina Fieschi, ha cinque figli: Iacopo VII (futuro signore di Piombino), Vittoria, Isabella, Garzia, Leonora.
Nel 1580 sposa Isabella di Mendoza figlia di Barbara e Pietro Mendoza, Conte di Binasco.
Alessandro Appiano, nella sua vita si trovò spesso fuori dallo Stato sia per ragioni politiche e diplomatiche sia per diletto. Frequenti erano le sue visite a Genova, così come Siena e Roma. È certo che avesse molti nemici così come molte amanti.
29 settembre 1589: Un gruppo di congiurati uccidono Alessandro Appiano all'angolo tra Via Trapalazzi (attuale via Giuseppe Garibaldi) e Via del Malpertuso. 
Dopo la morte di Alessandro, la reggenza dello Stato passa alla moglie Isabella e al suo amante Don Felix de Aragona ma il Re di Spagna Filippo II, che non aveva chiari i colpevoli e le reali ragioni dell'assassinio di Alessandro acquisì direttamente, in quanto protettore della Signoria, Piombino ed il suo contado, instaurò un processo alla ricerca dei colpevoli ed investì Signore il figlio di Alessandro, Iacopo VII. (Vedi riquadro).
Iacopo VII (Genova, 1581 – Genova 15 gennaio 1603)
Dodicesimo Signore di Piombino e primo Principe del medesimo Principato dal 7 febbraio 1594, figlio di Alessandro Appiani e Isabella Mendoza; nell'aprile 1602 sposa Bianca Spinola di Ambrosio dalla quale non ha alcun figlio. Data la giovane età è sotto la tutela legale di Don Diego Ferrer.
Il 7 febbraio 1594, l'Imperatore Rodolfo II eleva a Principato lo Stato di Piombino.
Negli ultimi anni del XVI si istituisce a Piombino la Zecca di Stato; si inizia così a batter moneta propria; vi erano due zecche produttrici: nella Capitale e a Marciana.
Nel 1595 a Populonia si fa costruire un monastero con la dedica a Sant' Anastasia, padrona della Città Capitale e nello stesso anno uno a Piombino, ben più ampio, con la stessa intitolazione, presso la chiesa di Sant' Antimo sopra i Canali.
Il 23 novembre 1596 viene dichiarato Rio come capoluogo della sovranità piombinese nell'isola, in quanto centro più abitato; prende così il posto che, fino ad allora, aveva ricoperto Marciana.
Il 20 gennaio 1598 Mastro Francesco di Leone riceve dai Priori l'incarico di costruire una torre campanaria con orologio adiacente al Palazzo di Governo dei Priori e degli Anziani.
Iacopo VII, di salute cagionevole, muore il 15 gennaio 1603 all'età di 22 anni. Il neo Principato passa sotto la reggenza della madre di Iacopo, Isabella Mendoza.

## Geografia
I territori del principato sono adesso appartenenti alla Regione Toscana e corrispondenti alla cosiddetta maremma piombinese, già maremma pisana o volterrana e senese, a cavallo fra le province di Livorno e Grosseto, a valle delle Colline Metallifere. Comprendeva inoltre le isole Elba, Montecristo, Pianosa e gli isolotti di Cerboli, Palmaiola e Formiche di Montecristo.
Gli attuali territori comunali di Piombino, San Vincenzo, Suvereto, Follonica, Massa Marittima (in parte), Scarlino, Castiglione della Pescaia con le località minori di Populonia, Baratti, Valli, Montioni, Casalappi, Cafaggio, Vignale, Rocchette, Vetulonia, Buriano, Badia al Fango costituivano la parte continentale dello Stato.
Confinava a nord con la Repubblica fiorentina, mediante la comunità di Sassetta, la linea di confine risaliva poi le pendici del Monte Calvi e da là discendeva lungo lo spartiacque con la comunità di Campiglia. il confine attraversava la Cornia presso Rovincione e aggirando Casalpiano, correva in pianura in linea retta fino alla Sdriscia, da qui risaliva verso Poggio all'Agnello dove piegava verso il golfo di Baratti e terminava ad ovest (zona attuale "Torraccia", comune di San Vincenzo); ad est il confine correva lungo il corso della Cornia fino al torrente Milla fino all'altezza di Poggio le Querce dove piegava verso est in direzione di Poggio Sacconeto discendeva il botro del Pignola, aggirava il castello di Montioni, risaliva verso Montioni Vecchio e Poggio della Sentinella scendendo verso sud lungo le pendici dei Poggi Campastrino e all'Olivo, alla Pievaccia piegava verso est in direzione del fiume Pecora, attraversava la pianura di Scarlino e risalendo il Fosso di S. Giovanni arrivava ai Poggi Paloncino, Sgrandinato e Collacchia; qui piegava di nuovo verso est in direzione di Poggio Vadamuli e discendendo lungo il Torrente Rigo fino a Grilli, ove seguendo il corso del Rigo arrivava fino alle pendici della pianura alluvionale dell'antico padule di Castiglioni ove piegava verso il mare comprendendo l'abbazia al Fango, ove risaliva i poggi aggirando il distretto di Castiglione della Pescaia, che rimaneva in mano a Firenze per ridiscendere verso Pian dell'Alma presso Portiglioni. A sud e sud/est confinava con la Repubblica di Siena prima e Firenze poi (dal 1559).
Il paesaggio continentale, nel periodo di esistenza dello Stato, era quello tipico della Maremma: grandi paludi e laghi salmastri si alternavano a rare pianure con colline a farne corona; si ricordano i principali stagni, quali, il Lago di Piombino, di Rimigliano, di Scarlino e di Castiglione della Pescaia, per lo più di tipo salmastro. L'area collinare, alle spalle delle paludi, si presentava intensamente boscosa, per lo più lecci e querce, mentre abbondanti pinete correvano nella prospicienza marittima. L'acqua non si crede mancasse: i menzionati laghi erano alimentati da corsi di varie lunghezze e portata: brevi fiumi che appartenevano principalmente alla tipologia torrenziale, dagli affluenti che di fatto erano poco più che ruscelli; ricordiamo il Cornia, il Pecora, l'Alma e il Bruna e i torrenti Calda, Verrocchio, Tavole, Cosimo, Corniaccia, Riomerdancio, Botrangolo, Riotorto, Milia. Il massiccio delle colline metallifere, l'area boracifera di Larderello, quelle minerarie di Campiglia Marittima, Massa Marittima e Gavorrano racchiudevano lo Stato.
Le coste, basse e sabbiose nel breve tratto che dal confine Nord di Stato giungeva al massiccio di Baratti (attuale zona Stellino e Villa del Barone), ove ha inizio il Promontorio di Piombino, con coste alte, rocciose e costituite per lo più da pietre friabili tufacee e arenarie che si aprivano in numerose calette di varie dimensioni; in località Salivoli la costa torna ad essere bassa, ma lo è solo per poche centinaia di metri, in quanto subito la falesia si ripresenta fino alla Punta di Montevento (attuale Semaforo), per poi declinare di nuovo per circa 18 km in tutta quella baia sabbiosa che è oggi il Golfo di Follonica; in realtà, tale costa, era soltanto una lingua di sabbia, pineta e terra, un istmo largo solo poche decine di metri alle cui spalle si aprivano due grandi laghi: quello di Piombino (che da Poggio Batteria, oltrepassando il Capezzuolo, si spingeva fino a Tor del Sale e penetrava nell'entroterra fino ad oltre Montegemoli) e quello di Scarlino che andava ad inglobare le attuali zone del Puntone di Scarlino, Scarlino Scalo, Follonica. In prossimità di Cala Violina, la costa tornava a farsi rocciosa e così persisteva oltre Capo Troia (Punt' Ala), Rocchette, fino a Castiglion della Pescaia.
Per ciò che concerne la parte insulare, la maggiore era l'Elba; di aspetto fortemente collinare, con i suoi picchi e i suoi pittoreschi dirupi sul mare presenta coste ampiamente frastagliate, ove golfi si alternano a promontori, punte e calette. Specialmente la parte orientale era caratterizzata da un importante presenza mineraria ferrifera di estrazione millenaria (già gli etruschi conoscevano e sfruttavano le miniere di Rio) nel comune di Rio (attuali Rio Marina e Rio nell'Elba) e di Capoliveri.
Il territorio della Signoria si presentava quindi come un alternarsi di colline e brevi pianure, in gran parte occupate da stagni e paludi; nel XVIII secolo un naturalista e cartografo inglese definì Principato di Piombino “uno stato fatto di isole di mare e di terra”; si ritiene che il concetto sia molto esplicativo per avere una fotografia d'insieme: le isole di mare (di facile intuizione) erano l'Elba, Pianosa e Montecristo, quelle di terra, le varie alture e colline che si ergevano dai numerosi ed ampi stagni paludosi.

### Territorio e ripartizione amministrativa
Anche sotto i principi la città di Piombino continuò ad avere alcune autonomie municipali con proprie magistrature civili che di fatto amministravano lo Staterello: Parlamento o Consiglio Generale, Consiglio Maggiore (40 Signori), Consiglio Minore (8 Signori), Consiglio degli Anziani (4 Signori), Priori semestrali (eletti dagli Anziani), vari ministri e funzionari (Peschieri, Approvatori dei libri, Consoli di Mare, Viarii, Stimatori del Piano, Stimatori delle Vigne, Avvocato dei poveri, Soprastanti ai matrimoni, Soprastanti all'osteria, Riveditori di Scuola, Provveditori).
Il suo territorio si estendeva a sud dell'antico lago costiero di Rimigliano, comprendendo il golfo di Baratti con la soprastante rocca di Populonia e l'intero promontorio del Monte Massoncello fino al porti di Piombino. Verso est la linea di confine con la Toscana, definita nel 1641, si estendeva sul vasto padule di Caldana nella Valle della Cornia per risalire fino a Casalpiano dove piegava verso nord. In tale direzione proseguiva tendenzialmente in linea retta fino alle prime alture di Campiglia (Fagianaia), continuando ancora verso nord toccava Poggio al Forno, Monte di Campiglia Vecchia, Poggio al Frassine per arrivare al Monte Calvi e al Poggio Michelino, dove la linea di confine piegava verso est fino al Poggio Bandino e il Vallin degli Olmi per ridiscendere il corso del fiume Cornia che qui incontrava, comprendendo le colline di Suvereto e del borgo di Belvedere, il cui nucleo risale ai primi anni del XVII secolo. Risaliva poi l'affluente Milia nella Piana della Calalunga fino al podere S. Andrea e da qui risaliva il Fosso Caglio, discendeva per il Fosso Borgognano fino al Poggio Bufalaia, toccava il Poggio della Dogana, la Valle del Confine e la Dogana di Aione, comprendendo le alture dei borghi di Riotorto, Montioni, quest'ultimo a lungo conteso dai vescovi di Massa Marittima tanto da provocarne la temporanea scomunica agli Appiani. Ad est il confine correva lungo il Fosso S. Giovanni nella Piana di Scarlino, risaliva i Poggi Paloncino, Palone e Sgrandinato, discendeva il Fosso S. Lucia fino al Poggio Collacchia e compreva i Poggi di Follona e Vadamuli per ridiscendere il torrente Rigo. Dalla valle dell'Alba si spingeva verso l'interno fino a Tirli, Buriano e la Badia dell'isola che si affacciava sul vasto padule di Castiglione della Pescaia.
La striscia costiera verso sud comprendeva l'approdo di Follonica, sviluppatosi per l'attività di fusione del ferro estratto dalle miniere elbane ed in parte in condominio con la Toscana che manteneva un corridoio di passaggio lungo la strada per la fonderia di Valpiana. La sovranità del principato comprendeva ancora il borgo di Scarlino con il relativo scalo marittimo fino all'odierna Punta Ala, allora conosciuta come Capo della Troia. Lo stato principesco possedeva anche l'isola d'Elba (con l'esclusione dei distretti di Portoferraio della Toscana e di Porto Longone dello Stato dei Presidi), le isole di Pianosa e di Montecristo e gli altri isolotti del canale di Piombino.

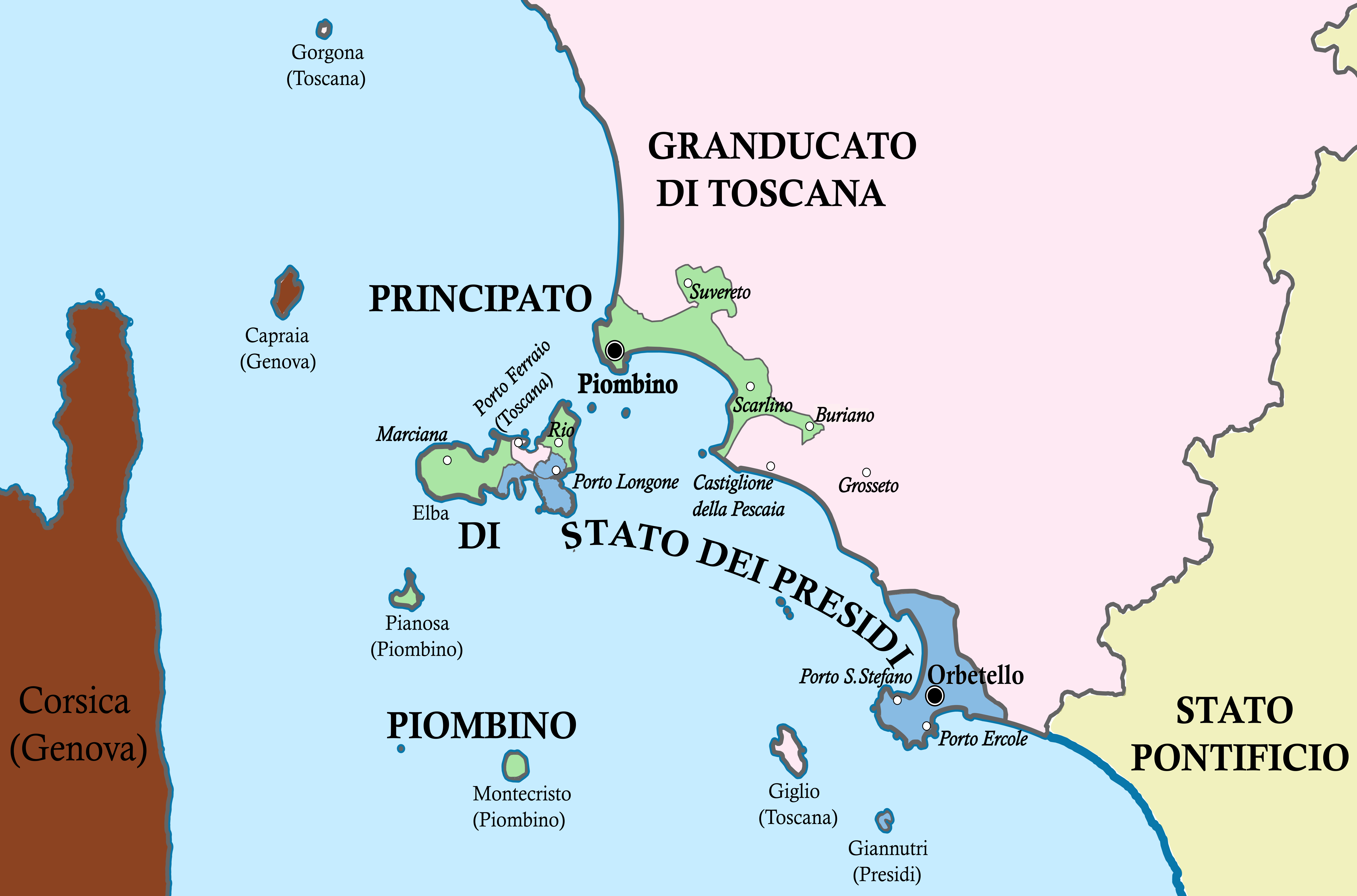
Il territorio del principato nel 1735

Il territorio era amministrativamente suddiviso in commissariati e vicariati:
- Governo di Piombino (Signoria)
- Commissariato di Suvereto
- Commissariato di Montioni (Signoria del Castello di Valle)
- Vicariato di Scarlino e Palazzo (Signoria)
- Vicariato di Populonia e rocca (Marchesato)
- Vicariato di Buriano
- Vicariato di Marciana (Signoria di Pomonte)
- Vicariato di Rio nell'Elba (Signoria di Cismonte)
- Signorie dell'Abbazia al Fango, di Pianosa, di Montecristo.

## Economia, infrastrutture e popolazione
L'economia della Signoria di Piombino ruotava principalmente intorno a due grandi risorse: i commerci marittimi e l'estrazione mineraria. Attività minori erano la pesca (in mare e lago), la metallurgia, il commercio del legname, l'agricoltura, la pastorizia.
Grandi giacimenti ferriferi si trovavano nella parte orientale dell'Elba; queste, di proprietà della Comunità di Rio (fino agli anni 60 del XV secolo quando Iacopo III Appiani le privatizzò, facendole divenire della nobile Casata e i proventi spettanza di essa) garantivano grossi introiti per le vendite del minerale che, imbarcato alla Piaggia (Rio Marina) veniva spedito a destinazioni “italiane” o europee, oppure trasportato e smistato a Piombino (Porto di Falesia o Scalo di Marina) per essere lavorato o, anche in questo caso venduto. Giacimenti minerari tufacei si trovavano nel territorio di Populonia, calcarei nelle colline del campigliese (al confine di Stato con Firenze), sempre ferriferi nella zona confinante con la Repubblica di Siena (poi fiorentina), nelle località adiacenti all'area delle Colline Metallifere, oppure nel sud, nella zona di Gavorrano.
I commerci avvenivano via mare, come era usanza comune, vuoi per l'insicurezza della viabilità stradale, vuoi per l'inefficienza, o l'inesistenza di essa; i porti erano a Baratti, Scalo di Marina, Falesia (o Faliegi), Puntone di Scarlino, Castiglion della Pescaia, Piaggia (Rio Marina). Approdi minori o temporanei erano disposti pure nella zona di Follonica, di Porto Longone, di Marciana (attuale Marciana Marina), di Campo (attuale Marina di Campo).
L'infrastruttura portuale maggiore era Porto Falesia (o Faliegi); questo, a circa tre chilometri e mezzo a sud est della Porta a Terra di Piombino, individuabile con l'attuale Portovecchio di Piombino (scalo commerciale, passeggeri ed industriale), era un porto lagunare, in quanto, la morfologia della costa portava un istmo a separazione del mare con l'ampio Lago di Piombino, sito dai piedi della Località Montevento (Tolla), al Capezzuolo, fino all'entroterra oltre Montegemoli e quasi a lambire la vecchia Aurelia (zona attuale Venturina), mentre a sud est si spingeva oltre Tor del Sale. Il lago, nel quale sfociava il fiume Cornia, offriva rifugio sicuro a qualsiasi tipo di imbarcazione; alle sue sponde esisteva fin dall'epoca romana un villaggio denominato appunto Falesia, localizzabile con l'attuale zona che va dall'area industriale Aferpi, area TPP, al Cotone; privo di mura e opere difensive, costituito principalmente da casupole, capannoni e ricoveri, nel 1464 Iacopo III fece costruire su Poggio Batteria una torre a salvaguardia del porto e del villaggio. Attività principale a Faliegi era, oltre ai commerci (essendo porto di Piombino), la pesca nel lago. A porto Falesia trovava inoltre riparo stabile la flotta militare della Signoria di Piombino.
Lo Scalo di Marina, o Scalo della Tarsinata (tarsinata = darsena), era un approdo di modeste dimensioni nel centro cittadino di Piombino, ben protetto dalla punta della Rocchetta (piazza Bovio); sorgeva (e sorge) sotto le mura lato marittime incastonato dal Bastione di San Sebastiano (piazzetta del Mare) e vi era collocata la Porta a Mare. Nel 1466 Iacopo III Appiani lo fa ampliare e modificare, costruendo una nuova diga, banchine e dotando di merlatura il campanile della sovrastante chiesa di Sant' Antimo sopra i Canali. Dal XVII secolo è presente un edificio (ancora esistente come abitazione privata) della Dogana. Date le modeste dimensioni e i bassi fondali del porto, l'uso era prettamente di pescatori in possesso di piccole imbarcazioni; nella vicina Piazzetta dei Grani (nei secoli soprannominata Piazza dell'Amore per i due lupanari che vi si affacciavano) si usava fino agli inizi del XX secolo stendere le reti ad asciugare. Oltre alla pesca di privati era sfruttato anche per piccoli commerci (il principale per questo scopo era, come detto, Falesia); vi si potevano ormeggiare medie imbarcazioni alla diga o in banchina; dal 1466 parte della nuova diga viene impiegata esclusivamente per la galea privata del Signore di Piombino.
Baratti, già in uso dall'epoca etrusca come Populonia bassa, era un lido sicuro nell'omonimo golfo, protetto dai venti di sud; in questa località esisteva un villaggio non fortificato dove l'economia trainante era costituita dalla pesca marittima, dall'agricoltura, dall'allevamento e il pascolo nei prati, dallo sfruttamento dei boschi del promontorio.
Alla Piaggia (Rio Marina) l'approdo era ad esclusivo utilizzo commerciale minerario; esisteva un villaggio lungo la spiaggia ed una torre difensiva (ancora esistente) voluta da Iacopo III Appiani.
A Piombino l'economia principale era legata ai commerci marittimi; di considerevole importanza anche la pesca in mare e lago, la produzione (dal XVI secolo) della lana (esisteva un importante lanificio in Via Mozza), la produzione del sale (presso le località di Salivoli e Tor del Sale) e lo sfruttamento dei boschi del promontorio; l'agricoltura era poco praticata (logisticamente Piombino era stretta tra mare, boschi e paludi), in ugual misura la pastorizia.
Nei centri interni la Signoria, come Suvereto, Scarlino, Vetulonia, Buriano, sfruttamento dei boschi e allevamento erano la principale fonte economica; a Castiglion della Pescaia la pesca (in mare ed omonimo lago) e i commerci marittimi; a Badia al Fango (fino alla sua distruzione per mano del Re di Napoli, Alfonso d'Aragona nell'estate del 1448) si era dediti alla pesca nel lago di Castiglione; nell'isola d'Elba, come detto, l'estrazione mineraria. Nelle aree rurali, continentali o insulari, era importante la lavorazione del carbone.
Le infrastrutture a collegamento di paese in paese o castello, erano misere o quasi inesistenti; alle spalle dei laghi di Piombino, Rimigliano e Castiglione, correva l'antica Via Aurelia, ridotta però ad un misero stradello; poco più che sentieri, spesso difficilmente praticabili anche da piccoli carretti o barrocci, collegavano le varie località; a Piombino si arrivava da nord con la Via Maestra, attraversando il Desco e quindi su via San Rocco, da sud (passando per Falesia) in direzione Capezzolo (attraversando le paludi) con la via di Falesia, e da ovest, per Populonia, attraversando Salivoli e procedendo sul promontorio tramite la via del Crinale o quella dei Cavalleggeri (realizzata quest' ultima nel XVI Secolo ed aveva una funzione prettamente militare -da cui il nome Cavalleggeri=cavalieri-, per il controllo delle coste del promontorio (troppo spesso oggetto di rifugio di pirati, nelle varie calette e, di briganti, nelle macchie interne) e il collegamento dei vari fortilizi lì presenti. Nella Signoria, così come negli altri Stati simili contemporanei, non era sicuro viaggiare per terra, vuoi per il frequente rischio di cadere in un'imboscata ad opera dei briganti che copiosamente abitavano boschi e macchie, vuoi per l'insalubrità che nei mesi estivi costituivano le aree paludose (prolificava la zanzara portatrice di malaria). Molti sentieri, strade o stradelli, correvano attraverso o laterali alle paludi.
La popolazione nella Signoria di Piombino rimase per tutta la sua durata assai esigua; le condizioni ambientali erano avverse e insalubri; nei mesi da maggio a settembre la malaria imperversava. 
Il nostro Stato si pensa possa aver raggiunto nel XV secolo (periodo di massimo splendore) una popolazione massima di 20000/22000 persone, di cui, circa 6500 abitavano i vari paesi dell'Elba; i centri maggiori erano Piombino, con circa 6000/6500 abitanti, Castiglion della Pescaia, Scarlino e Suvereto con 1500, Vetulonia con 700; tutti gli altri centri, castelli o località erano abbondantemente sotto i mille.
I movimenti demografici erano per lo più instabili, fortemente caratterizzati da forti flussi migratori stagionali; lo Stato, specie i centri rurali, in estate si svuotava per la sua aria insalubre, mentre d'inverno raddoppiava la popolazione.

### Salute
La speranza di vita e la vita media erano paragonabili a quelle di altri Stati con simili caratteristiche; nella Signoria di Piombino, nella parte continentale, da maggio a settembre, esisteva copioso il grosso problema della malaria. Nei grandi stagni lagunari, i cui lembi interni d'estate quasi si prosciugavano per la siccità, prolificava la zanzara portatrice della malattia. In questi mesi, dunque era del tutto inopportuno praticare quelle strade, stradelli o sentieri, che attraversavano o lambivano le paludi.
Esistevano molti ospedali, gestiti e strutturalmente organizzati come nei canoni dell'epoca, da opere religiose. Soltanto a Piombino, nei Secoli XV-XVI se ne trovavano entro le mura, tra ospedali e lazzaretti, cinque (di cui il maggiore era quello della SS Trinità, poi SS Trinità e San Giovanni di Dio, prospiciente la chiesa di San Francesco entro le mura, oggi Misericordia); nelle adiacenze della città ve ne erano altri tre (al Desco, a Borgo San Francesco fuori le mura, a San Giustiniano da Falesia). Questo testimonia la grande importanza e la notevole popolazione di Piombino.
A Suvereto vi erano due ospedali, a Scarlino, Castiglion della Pescaia tre, a Vetulonia, Buriano e Populonia uno.
Per combattere il fenomeno della malaria, Iacopo VI Appiani nel 1566, fa costruire in un'altura nella zona di Suvereto, il villaggio di Belvedere; esso, sorto in una zona salubre e ventilata, lontano dai laghi e dalla famigerata zanzara avrebbe dovuto ospitare la Corte degli Appiani e alcune famiglie a lui fedelissime nei periodi di massimo pericolo o nei casi di altre epidemie contagiose quali pestilenze.
A Piombino, il rischio malaria, era solitamente di poco rilievo, vuoi per la posizione estremamente ventilata, vuoi per l'aria marina; ma bastava uscire dalla Porta a Terra e percorrere pochi chilometri che il Lago di Piombino si impaludiva con i conseguenti rischi descritti precedentemente.
L'acqua nella Signoria di Piombino era come detto assai abbondante, ma principalmente di natura malsana, in quanto di palude. Gli stessi brevi fiumi si gettavano negli stagni quindi, anch'essi, di scarsa salubrità. Le principali sorgenti di acqua buona si potevano trovare sul promontorio di Piombino, nella zona di Suvereto, di Scarlino e di Buriano.
All'isola d'Elba non si correva il rischio di ammalarsi di malaria ma, per gli abitanti della parte orientale prettamente impiegati nelle cave e miniere, il tenore di vita e la salute erano decisamente scadenti; copiose quantità di ferriferi di varia natura e di carbonio sono state rinvenute nelle ossa analizzate dagli esperti, a testimonianza delle frequenti inalazioni di polveri pesanti ferrose assimilate.
Oltre tutto questo, si tenga conto dei frequenti e ripetuti assedi e scorrerie piratesche (come in ogni altro Stato affacciato sul mare); se nella Capitale, ben fortificata e quindi in grado di resistere con meno o più facilità, il problema era di natura assai minore, vera e propria piaga erano per tutti gli altri centri, in primis gli isolani.

### Edilizia civile e religiosa
Nei paesi e centri minori della Signoria di Piombino non si conobbe grosse modifiche architettoniche in linea con la nuova epoca; il Rinascimento infatti non portò consistenti trasformazioni e gli impianti rimasero prettamente sulla struttura medievale.
Nella Capitale, invece, notevoli modifiche urbanistiche e architettoniche furono apportate sotto il regno di Iacopo III Appiani: è lui a chiamare presso la sua Corte lo scultore e architetto fiorentino Andrea di Francesco Guardi, commissionando ingenti opere che sarebbero andate di non poco a modificare il volto della città, fino ad allora di impronta medievale. Sono degli anni 60 del XV secolo la costruzione della Cittadella, come nuova residenza fortificata dei Signori, il chiostro di San Michele (oggi Sant' Antimo) e molte altre opere di minore imponenza. L'edilizia cittadina in generale conobbe profonde modifiche atte ad adeguare, ove possibile, la struttura secondo i teorici canoni pre rinascimentali della “Città ideale” di Leon Battista Alberti, pur mantenendo la pianta ed il tracciato urbanistico di natura medievale.
Per ciò che concerne le opere religiose, nei secoli della Signoria, non vennero edificate nuove chiese, limitandosi a mantenere con opportune modifiche le preesistenti medievali, per lo più nei dettami dello stile romanico (con vari influssi) toscano; unica eccezione è la Cappella gentilizia di Sant' Anna, all'interno del complesso della Cittadella, nel 1465; questa, dalla facciata a tempio in marmo bianco di Carrara, suddiviso in tre lesene da finte colonne e timpano sovrastante al cui interno un rosone con motivi floreali, presenta forme e dettami tipicamente umanistici.

### Edilizia militare

#### L'entroterra
Parlando dell'architettura militare-difensiva della Signoria di Piombino si dovrebbe aprire un capitolo di enorme ampiezza; sintetizzeremo il più possibile trattando solamente gli aspetti principali e appena accennando i secondari. Volendo partire dalle coste continentali e, citando le torri o i punti militari, da nord verso sud troviamo: la Torraccia (al confine di Stato con Firenze), Torre Nuova (nell'attuale località Stellino, con adiacente mulino ad acqua), Torre di Baratti, Rocca di Populonia, Ridotto di Rio Fanale (sul promontorio di Piombino), Ridotto (o torre?) del Falcone su Punta Falcone, Città fortificata di Piombino, Torre di Faliegi (o Falesia, su Poggio Batteria dominante il porto, il villaggio e il lago), Tor del Sale, Torre Mozza, Torre di Follonica (a protezione del villaggio), Torre di Cala Violina, Torre di Capo Troia (o Torre del Barbiere, sull'attuale Punt' Ala), Torre dello Sparviero, Rocchette, Fortificazioni di Castiglion della Pescaia.
Nell'entroterra, abbiamo il borgo fortificato di Suvereto, i castelli di Valli, Montioni, San Lorenzo, Casalappi, Vignale, Tirli, Scarlino con la Rocca del XIV secolo, Vetulonia, Buriano (rocca del XIII secolo). Le fortificazioni di questi paesi o castelli non subirono quelle sostanziali modifiche atte agli adeguamenti temporali alle nuove tecniche di guerra e l'avvento delle armi da fuoco, rimanendo prettamente nella struttura e nelle fattezze medievali.

#### Le isole
All'Isola d'Elba, parlando di torri, si possono ricordare (dalla costa orientale a quella occidentale) quelle della Piaggia (Rio Marina, voluta da Jacopo III Appiani), quella di Capoliveri, quella di San Giovanni (nell'omonima località). Le rocche invece erano copiose: ogni paese presentava proprie fortificazioni. A difesa delle miniere e degli abitati di Rio e Grassera negli Anni '60 del XV secolo, Jacopo III Appiani fa costruire il castello del Giove (o Giogo). Caposaldo primario di tutta l'Elba era sicuramente il Volterraio, fortezza pisana del XIII secolo e poi ricostruita ed ampliata dagli Appiani nel XV (forse lo stesso Jacopo III) dalla quale è possibile dominare tutta l'isola. Forte di Marciana, rocca di stampo anch'esso pisano ma riedificata nel XVI secolo da Jacopo V Appiani. Analizzando Portoferraio, ci si imbatte nella descrizione di una vera e propria città murata: sorta nuova per volere di Cosimo I de' Medici nella metà del XVI secolo, si costruiscono fortificazioni secondo i dettami delle nuove architetture militare; i forti Stella (sovrastante il mare) e Falcone (a difesa dell'entroterra) presentano bastioni con punte e pianta a stella com'era la consuetudine dell'epoca. Un ulteriore forte, del medesimo periodo e dalle simili caratteristiche, era posto a difesa del porto e denominato Forte della Linguella. Il borgo fortificato, conosciuto dapprima come Cosmopoli, fu definitivamente ceduto alla Toscana dal 1548.
Sulle isole di Montecristo e Pianosa si tentò di edificare rocche e presidi ma, vuoi per la loro posizione periferica, vuoi per la scarsezza demografica, tali terre divennero per lunghi periodi covo di pirati e le rocche abbandonate; a Montecristo, (ov' era presente un antico eremo) Iacopo III Appiani edifica negli anni 60 del XV secolo una rocca a difesa dei monaci e dei pochi abitanti residenti; dopo circa un secolo le incursioni della flotta turca di Dragut saccheggeranno l'isola, distruggendo monastero e rocca. Situazione simile a Pianosa: era presente una piccola fortificazione sul lido marittimo a difesa del villaggio ma le continue incursione fecero propendere il Signore di Piombino a richiamare le truppe militari, per non esporle ai continui pericoli che i pirati portavano, lasciando così l'isola al proprio destino.
Gli isolotti nel Canale di Piombino di Cerboli e Palmaiola (sul luogo dell'antico eremo agostiniano) erano dotati di Torri di avvistamento con piccole guarnigioni militari.

#### Piombino

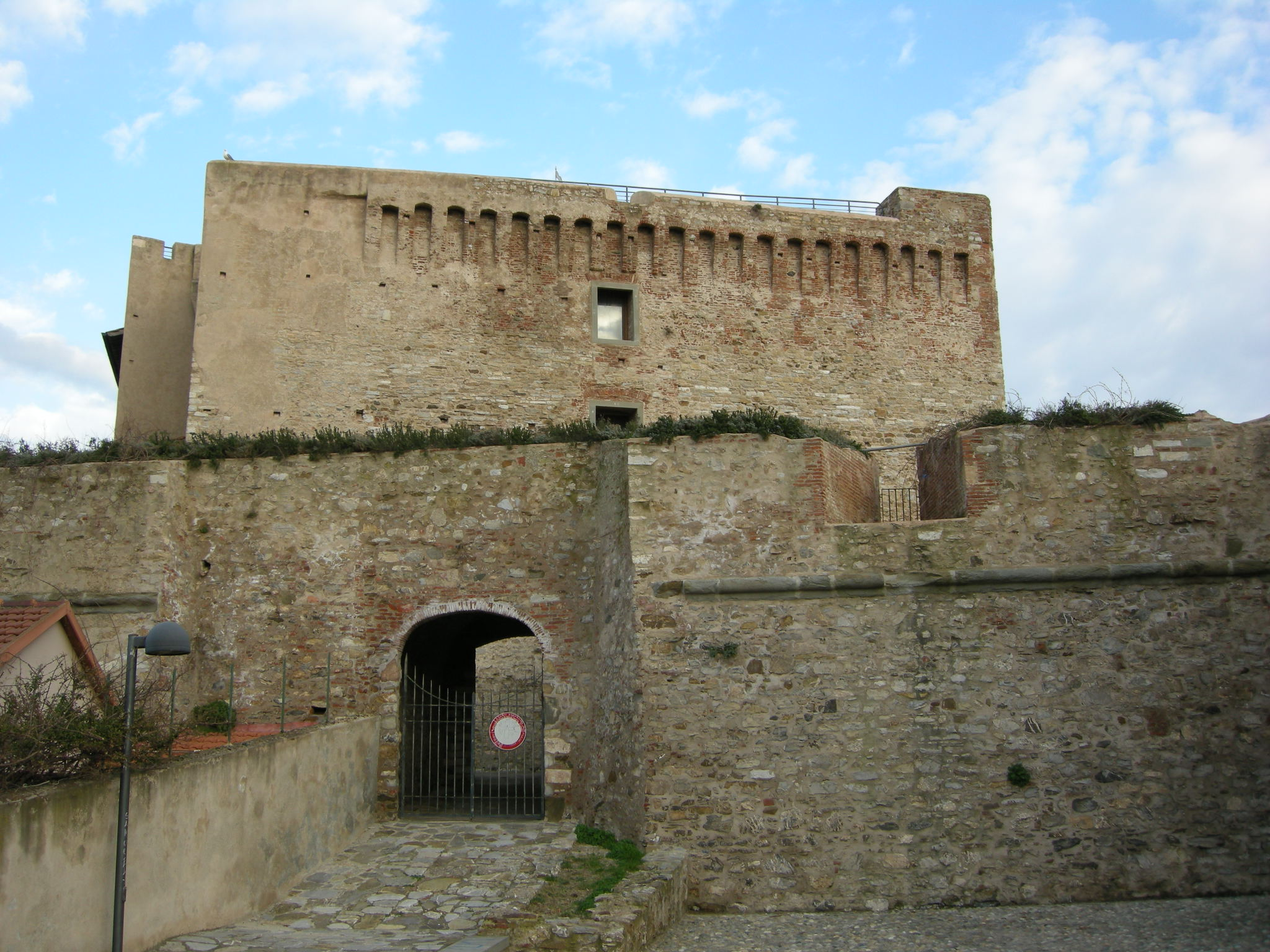
Castello di Piombino

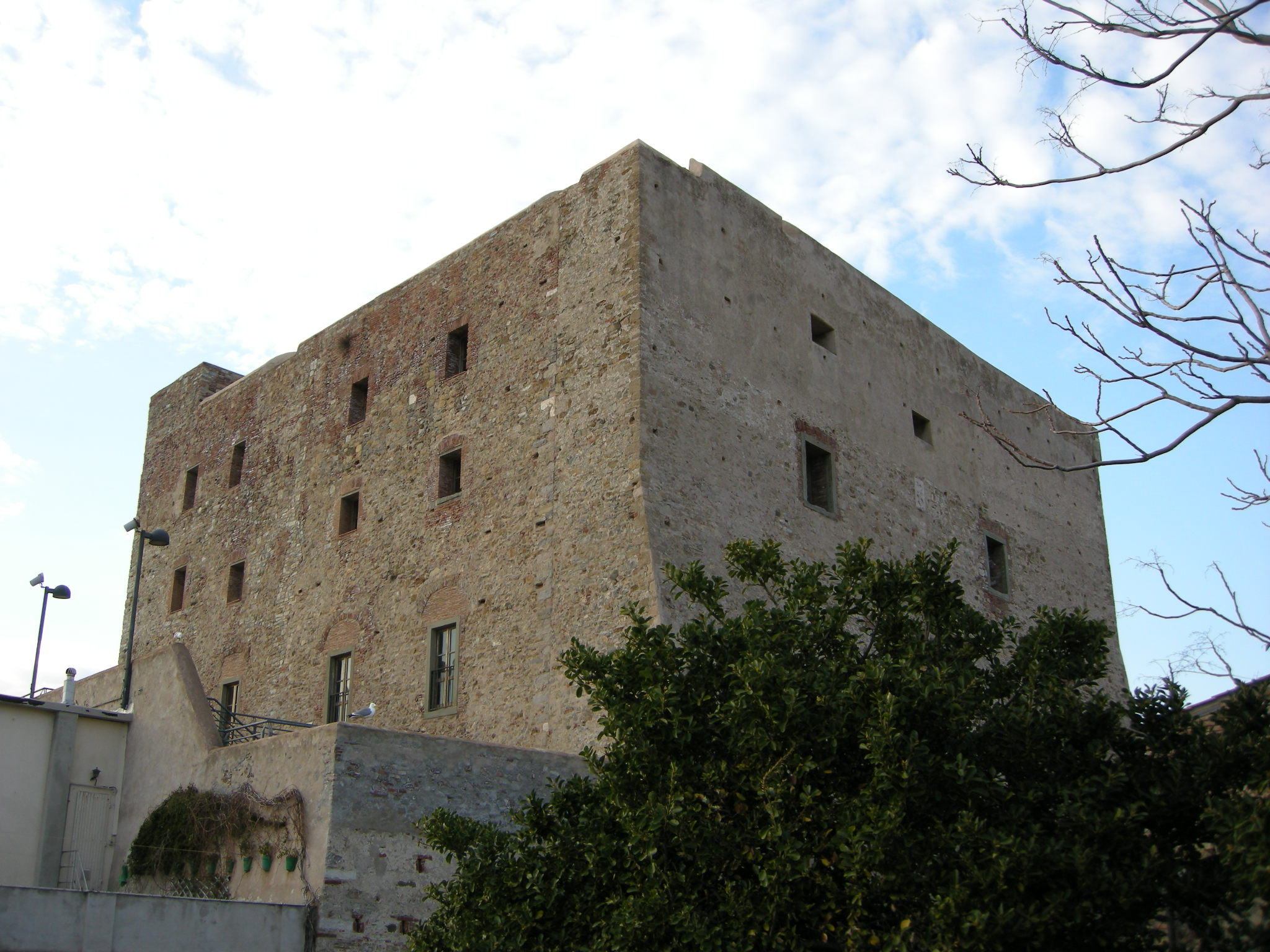
Castello di Piombino

Piombino, nella sua imponenza militare, aveva un articolato sistema difensivo. La città era racchiusa dentro una cinta muraria per mare e per terra e, ai punti estremi o sensibili erano presenti fortificazioni: i due poli est-ovest, Castello-Cittadella, nord-sud, Rivellino-Rocchetta. Inoltre nei tratti intermedi era possibile trovare bastioni (come nel caso della Piattaforma terrapienata costruita da Giovanni Camerini nella metà del XVI secolo e posta tra il Torrione e la Cittadella). Le porte della città erano inizialmente quattro (Terra, Mare, Est;Ovest), poi ridotte a due (Terra, Mare). Tra le principali fortificazioni troviamo: la Porta a Terra col Torrione (1212), protetta da un avamposto quadrangolare del XIV secolo al quale nel 1447 Rinaldo Orsini unì il "Rivellino"; il complesso fortificato della Cittadella (ad ovest), voluta negli anni 60 del XV secolo da Jacopo III Appiano e comprendeva il suo palazzo, un edificio per la corte, una cappella gentilizia ed una cisterna, il tutto racchiuso in possenti mura lato terra (con bastioni e torrioni semicircolari aggiunti in seguito su progetto di Leonardo da Vinci) e lato mare (bastioni squadrati nella falesia fino al declinare del mare). La Cittadella era estromessa al resto della città da un'ulteriore cinta muraria e vi si poteva accedere attraversando un rivellino pentagonale. Sull'altura opposta, ad ovest, trovavamo il castello, un'articolata opera che ha visto sconvolgimenti e trasformazioni nel corso delle epoche. Consta di un torrione duecentesco cui venne aggiunta una cortina muraria il secolo successivo, dopo breve tempo rialzata e trasformata in un cassero, quindi, nella metà del XVI secolo, Giovanni Camerini amplia l'area, progettando e costruendo le imponenti fortificazioni della fortezza nelle quali il cassero rimane inglobato: esse, dalla pianta tipica dell'epoca, presentano quattro ampi bastioni a spella e varie cortine murarie sfalsate tra loro e terrapienate. Lato mare, presso lo scalo di Marina o della Tarsinata, era presente la Porta a Mare, squadrato torrione del XIII secolo perpendicolare alle mura e ad esso appoggiato e sottostante la chiesa di Sant'Antimo sotto i Canali. Infine sul polo sud-ovest, il forte della Rocchetta (all'estremità dell'attuale piazza Bovio), un cassero duecentesco frutto dell'ampliamento di un torrione dell'XI secolo (forse, addirittura, di fondamenta etrusche).

### Difesa del territorio
Come il resto della costa tirrenica, anche i principi di Piombino, di fronte alle continue incursioni dei pirati barbareschi ed ottomani, si videro costretti dal XVI secolo a creare una linea difensiva e di avvistamento costiera. Fu rafforzata la rocca di Populonia con la costruzione di un possente bastione verso il mare ed il rafforzamento della preesistente torre di avvistamento, mentre fu costruita una torre nel porto di Baratti. Più a sud sulla costa del Massoncello furono aperti i ridotti militari di Rio Fanale e del Falcone presso Salivoli, furono restaurate e rafforzate le mura della città di Piombino, il suo porto interno fu munito di batterie da artiglieria, mentre furono rafforzate le difese costiere del Castelletto presso l'antica foce del Cornia, quelle di Torre del Sale, di Torre Mozza e Follonica e ancora più a sud il ridotto militare di Portiglioni, la Torre del Barbiere, la Torre Civette. Nell'interno furono rafforzate le mura dei borghi di Montioni, Valle, Suvereto, Scarlino e Buriano. Analoghi interventi furono fatti in territorio elbano presso Rio, Capoliveri e Marciana e nelle isole minori.